# Jairus Kipchoge Birech
Jairus Kipchoge Birech (* 14. Dezember 1992 im Uasin Gishu District) ist ein kenianischer Langstreckenläufer, der sich auf den Hindernislauf spezialisiert hat.

## Sportliche Laufbahn
Birech machte international erstmals 2011 auf sich aufmerksam, als er bei den Juniorenafrikameisterschaften in Gaborone die Silbermedaille im Hindernislauf gewann und bei den Afrikaspielen in Maputo den vierten Platz belegte. 2012 startete er bei mehreren Meetings der IAAF Diamond League. Unter anderem wurde er Dritter bei der Golden Gala in Rom, Zweiter bei der Athletissima in Lausanne und siegte beim British Athletics Birmingham Grand Prix. 2013 gewann er den prestigeträchtigen Cross Internacional de Itálica in Santiponce bei Sevilla und wurde Zweiter im Hindernisrennen bei der Weltklasse Zürich.
In der Saison 2014 dominierte Birech die IAAF Diamond League nahezu nach Belieben. Er gewann sechs von sieben Wertungsrennen und mithin die Gesamtwertung im Hindernislauf. Dabei blieb er beim Memorial Van Damme in Brüssel erstmals unter der 8-Minuten-Marke und setzte sich mit seiner Siegerzeit von 7:58,41 Minuten an die Spitze der Weltjahresbestenliste. Im selben Jahr siegte er bei den Afrikameisterschaften in Marrakesch sowie beim Continental-Cup am selben Ort. Außerdem holte er die Silbermedaille bei den Commonwealth Games in Glasgow.
2015 gewann Birech unter anderem die Hindernisrennen beim Shanghai Golden Grand Prix, bei den Bislett Games in Oslo und beim Meeting Areva in Paris Saint-Denis. Bei den Weltmeisterschaften in Peking belegte er hinter seinen Landsleuten Ezekiel Kemboi, Conseslus Kipruto und Brimin Kiprop Kipruto allerdings nur den vierten Platz.